# Larzicourt
Larzicourt település Franciaországban, Marne megyében. Lakosainak száma 270 fő (2022. január 1.). Larzicourt Perthes, Arrigny, Écollemont, Giffaumont-Champaubert, Sainte-Marie-du-Lac-Nuisement, Hauteville, Isle-sur-Marne és Orconte községekkel határos.

## Népesség
A település népességének változása:
| Lakosok száma | 286  | 281  | 285  | 279  | 277  | 273  | 272  | 271  | 270  |
|               | 2013 | 2015 | 2016 | 2017 | 2018 | 2019 | 2020 | 2021 | 2022 |